# Liste von Söhnen und Töchtern der Stadt Evanston (Illinois)
Dies ist eine Liste bekannter Persönlichkeiten, die in der US-amerikanischen Stadt Evanston (Illinois) geboren wurden. Die Liste erhebt keinen Anspruch auf Vollständigkeit.

## 19. Jahrhundert

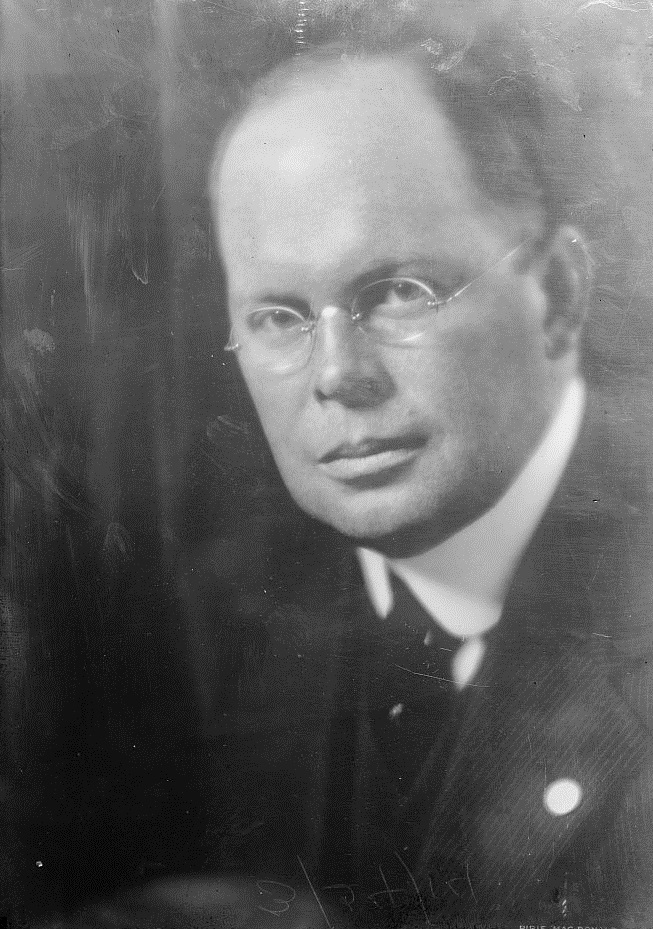
Samuel Merwin
(1874–1936)

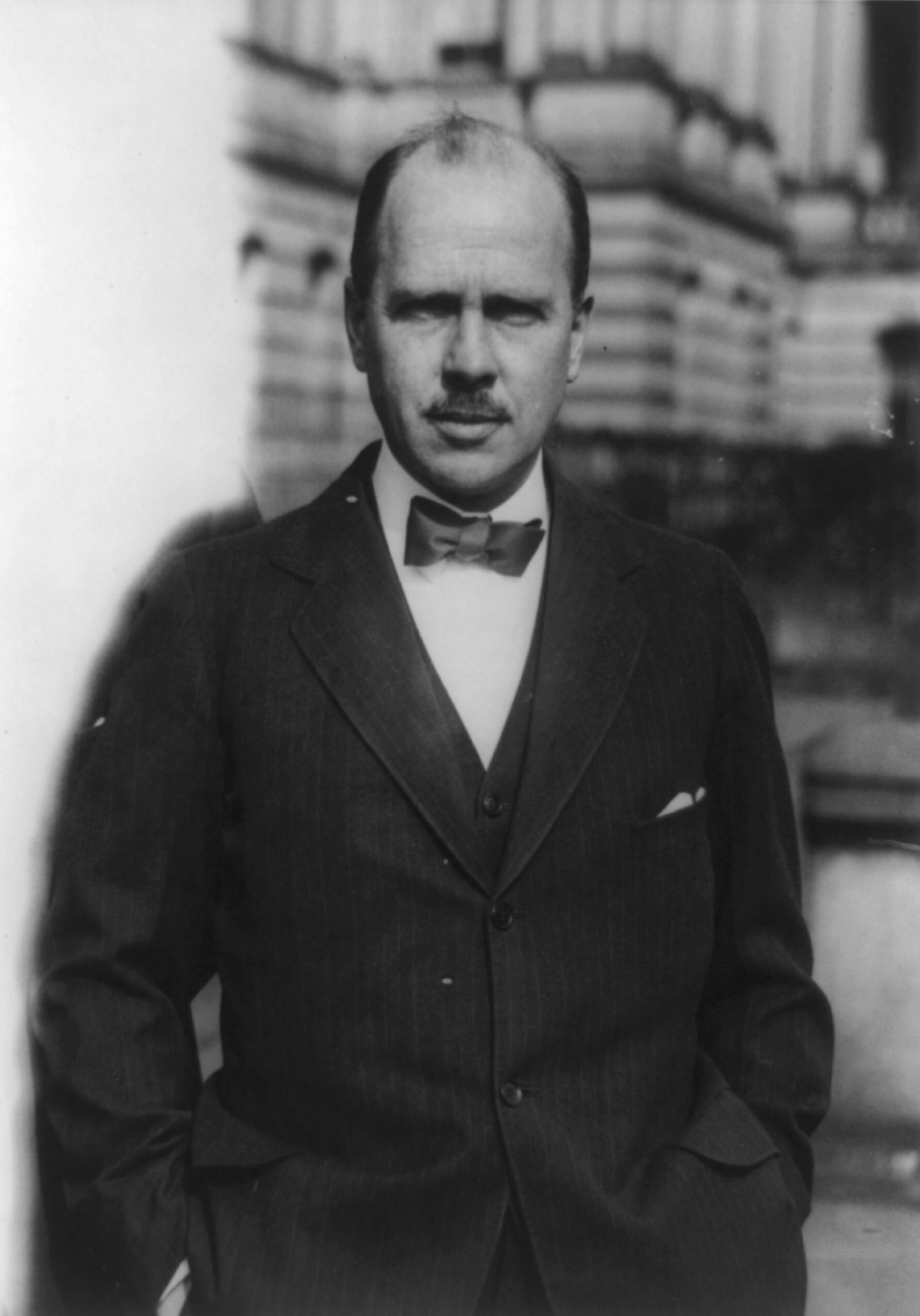
Hugh Robert Wilson
(1885–1946)

- George Van Horn Moseley (1874–1960), Generalmajor der United States Army
- Samuel Merwin (1874–1936), Schriftsteller, Journalist und Drehbuchautor
- Hugh Robert Wilson (1885–1946), Botschafter
- Viola Barry (1894–1964), Stummfilmschauspielerin[1]
- Paddy Driscoll (1895–1968), American-Football-Spieler, -Trainer und Baseballspieler
- Laurens Hammond (1895–1973), Geschäftsmann und Erfinder der Hammondorgel

## 20. Jahrhundert

### 1901–1920
- William Huse Dunham (1901–1982), Historiker
- Cecil Irwin (1902–1935), Jazzmusiker
- John Lee Mahin (1902–1984), Drehbuchautor
- Gaylord Harnwell (1903–1982), Physiker
- Richard A. Schermerhorn (1903–1991), Soziologe und Hochschullehrer
- Whitney Jennings Oates (1904–1973), Klassischer Philologe
- Joe Rushton (1907–1964), Jazz-Basssaxophonist
- Walter Kerr (1913–1996), Theaterkritiker, Autor, Regisseur und Dramaturg
- Francis Daniels Moore (1913–2001), Chirurg
- Leonard H. Murray (1913–2001), Eisenbahnmanager
- Gardner Read (1913–2005), Komponist
- Tom Neal (1914–1972), Schauspieler und Boxer
- Robert S. Babcock (1915–1985), Politiker, Vizegouverneur von Vermont
- James F. Mead (1916–1987), Biochemiker und Ernährungswissenschaftler
- Kay Davis (1920–2012), Sängerin
- Nancy Freedman (1920–2010), Schriftstellerin

### 1921–1940

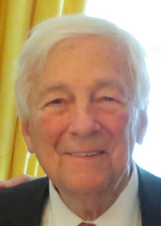
John C. Whitehead
(1922–2015)

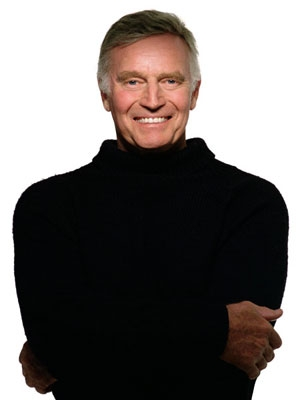
Charlton Heston
(1923–2008)

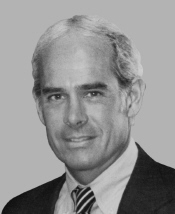
John Edward Porter
(* 1935)

- Patrick Dennis (1921–1976), Schriftsteller
- Donald Ferguson (1921–1985), Radrennfahrer
- Richard T. Whitcomb (1921–2009), Flugzeugingenieur
- John Lawrence May (1922–1994), römisch-katholischer Bischof
- John C. Whitehead (1922–2015), Unternehmer, stellvertretender Außenminister der Vereinigten Staaten
- Charlton Heston (1923–2008), Schauspieler
- Fred McLafferty (1923–2021), Chemiker
- William Hamilton (1924–2012), Theologe
- George D. Watkins (* 1924), Physiker
- D. A. Pennebaker (1925–2019), Dokumentarfilmer
- George Irving Bell (1926–2000), Bergsteiger
- Richard Stearns (1927–2022), Segler
- „Bebop“ Sam Thomas (1927–1988), Jazzgitarrist
- Robert S. Hoffmann (1929–2010), Mammaloge
- Gordon Sherwood (1929–2013), Komponist
- Richard B. Shull (1929–1999), Schauspieler
- Nuel Belnap (1930–2024), Philosoph
- Anthony Downs (1930–2021), Politikwissenschaftler, Ökonom und Professor an der University of Chicago
- Peter C. Merrill (* 1930), Linguist, Germanist sowie Kultur- und Kunsthistoriker
- James Olson (1930–2022), Schauspieler
- William Sheridan Allen (1932–2013), Historiker
- Thomas F. Budinger (* 1932), Medizinphysiker
- William Christopher (1932–2016), Schauspieler
- Bob Cranshaw (1932–2016), Jazzbassist
- Robert Jeangerard (1932–2014), Basketballspieler[2]
- William Z. Lidicker, Jr. (1932–2022), Mammaloge und Wirbeltierökologe
- Thomas N. Tentler (1932–2021), Historiker
- Bob Bondurant (1933–2021), Automobilrennfahrer
- Edmund S. Phelps (* 1933), Ökonom
- Barbara Harris (1935–2018), Schauspielerin
- John Edward Porter (1935–2022), Politiker
- Peter Freyd (* 1936), Mathematiker
- Richard Hanley (1936–2022), Schwimmer
- Peter Ueberroth (* 1937), Sportfunktionär
- Grace Slick (* 1939), Rock-Sängerin
- Blythe Bohnen (1940–2022), Malerin und Fotografin

### 1941–1960

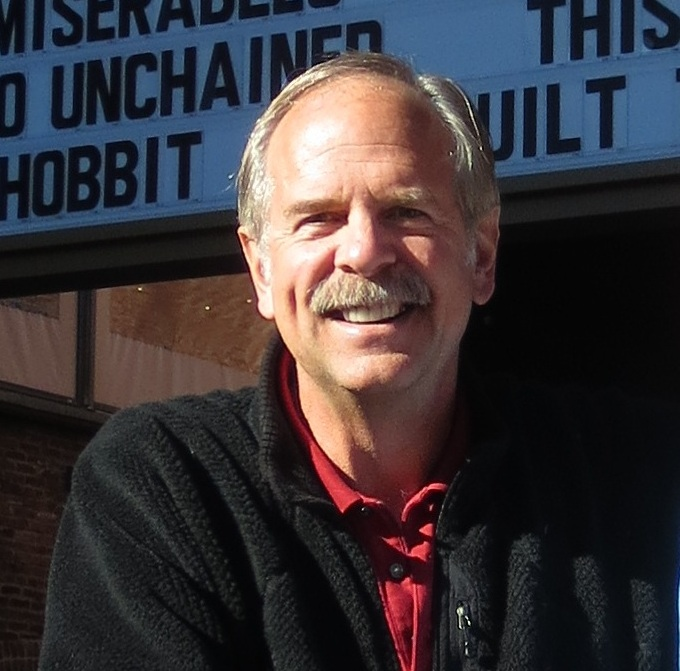
John Naber
(* 1956)

- Thomas H. Rich (* 1941), australischer Wirbeltier-Paläontologe
- Richard Allen Schmidt (1941–2015), Sportler, Psychologe und Bewegungsforscher, Fachautor
- Jim Kolbe (1942–2022), republikanischer Politiker
- Rick Boyer (* 1943), Schriftsteller
- Jerry Portnoy (* 1943), Blues-Musiker
- Fred Schmidt (* 1943), Schwimmer[3]
- Lawrence J. Crabb (1944–2021), Psychologe und Autor
- Michael Omartian (* 1945), Musikproduzent und Multiinstrumentalist
- Stafford James (* 1946), Jazz-Bassist
- Mary-Claire King (* 1946), Genetikerin
- Paul Langacker (* 1946), theoretischer Teilchenphysiker
- Gregory Fuller (* 1948), deutscher Schriftsteller
- Bruce Jarchow (* 1948), Schauspieler[4]
- Charles Richard Johnson (* 1948), Schriftsteller
- Stephen Hunter Flick (* 1949), Tontechniker
- Michael J. Wade (* 1949), Evolutionsbiologe und Hochschullehrer
- Roger Williams (* 1949), Politiker
- Frank Collison (* 1950), Schauspieler
- James Anthony Walker (* 1950), Komponist
- Mary Patten (* 1951), Künstlerin und Aktivistin
- James M. Cole (* 1952), Jurist
- Ed Petersen (* 1952), Jazzmusiker und Hochschullehrer
- William Petersen (* 1953), Schauspieler und Produzent
- Ruby Wax (* 1953), US-amerikanisch-britische Comedian
- Lucy Ellmann (* 1956), englische Schriftstellerin
- Mike Kenn (* 1956), American-Football-Spieler
- Billy Martin (* 1956), Tennisspieler
- John Naber (* 1956), Schwimmer
- Robert Slimbach (* 1956), Schrift-Designer
- Rogers Brubaker (* 1956), Soziologe
- Mark Huck (* 1957), Eisschnellläufer
- Myra Melford (* 1957), Jazzpianistin und -komponistin
- Richard Powers (* 1957), Schriftsteller
- Bob Buckhorn (* 1958), Politiker
- Samuel H. Gellman (* 1959), Chemiker
- Janet Julian (* 1959), Pädagogin, Autorin, Model und Schauspielerin
- Evan Ziporyn (* 1959), Komponist und Klarinettist
- John Donahoe (* 1960), Unternehmer
- Mark Gorski (* 1960), Radrennfahrer
- Julianne Phillips (* 1960), Schauspielerin

### 1961–1980

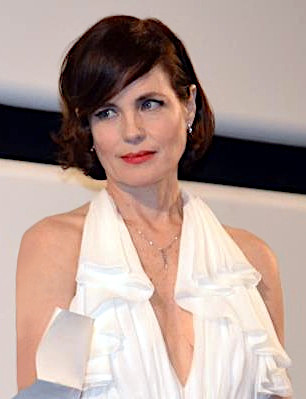
Elizabeth McGovern
(* 1961)

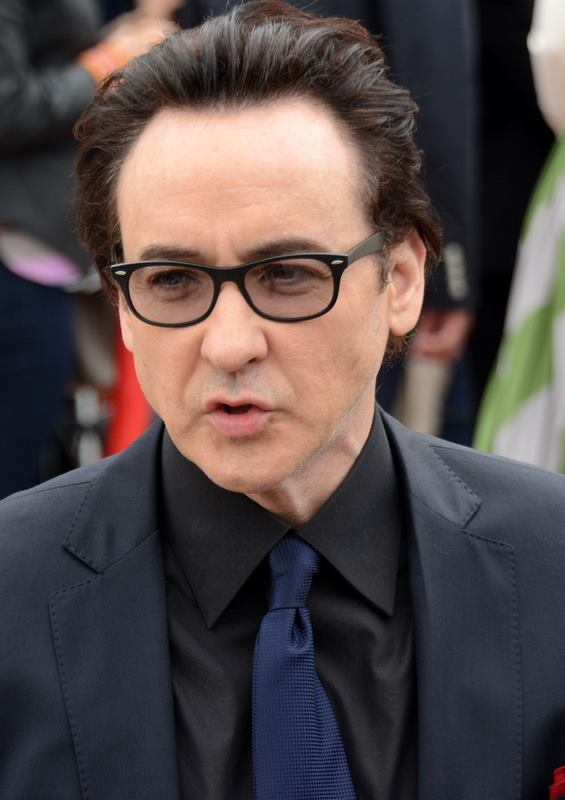
John Cusack
(* 1966)

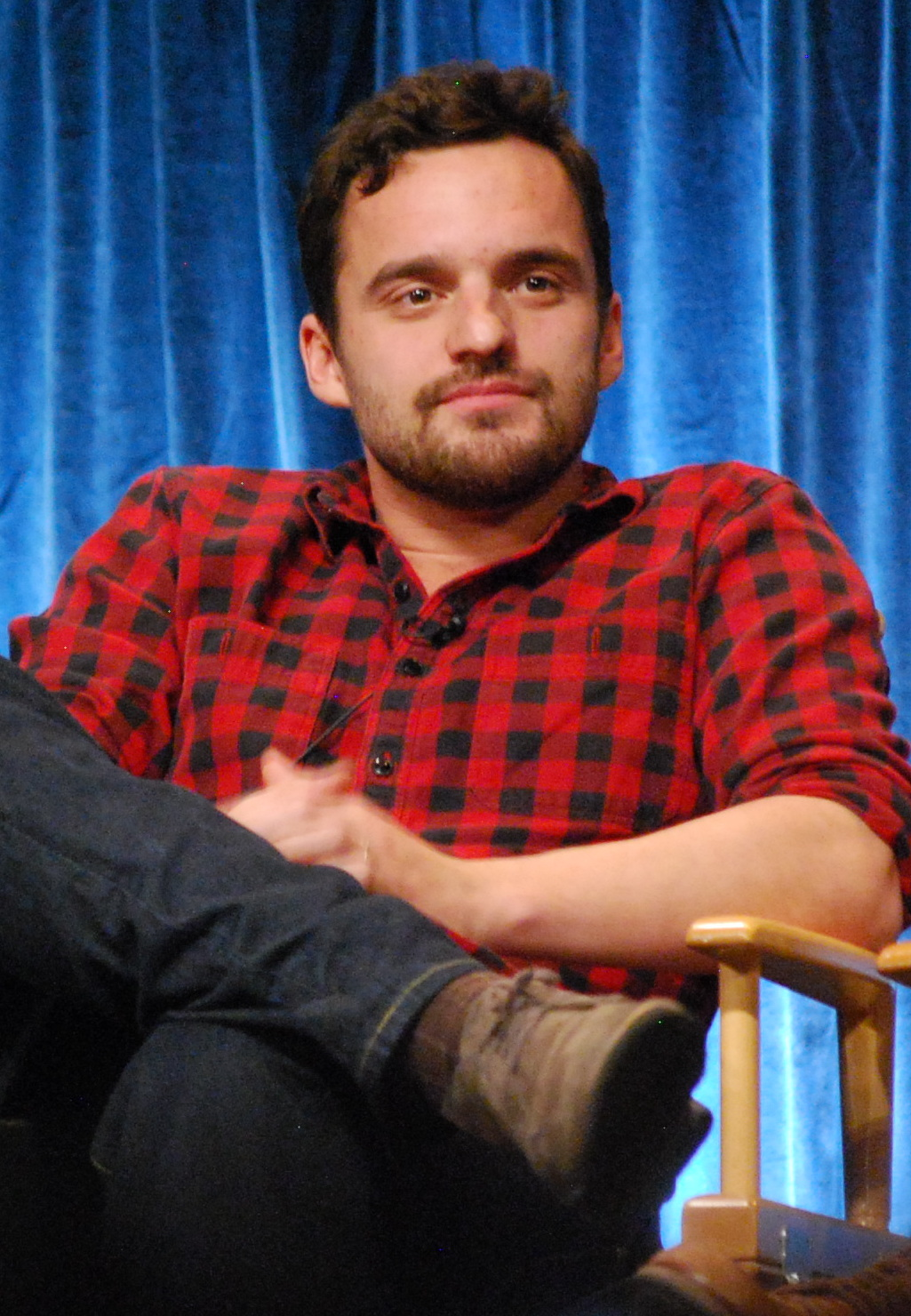
Jake Johnson
(* 1978)

- Harald Leibrecht (* 1961), deutscher Politiker (FDP)
- Elizabeth McGovern (* 1961), Schauspielerin
- Grant Shaud (* 1961), Schauspieler
- Carlos Bernard (* 1962), Schauspieler
- Steven Maher (* 1962), Rennrodler
- Fisher Stevens (* 1963), Schauspieler, Filmregisseur, Drehbuchautor und Filmproduzent
- Cathy Podewell (* 1964), Schauspielerin
- Eddie Vedder (* 1964), Sänger, Songschreiber, Gitarrist und Frontman der Band Pearl Jam
- Cynthia Eckert (* 1965), Ruderin[5]
- John Cusack (* 1966), Schauspieler
- Steven Quale (* 1967), Filmregisseur, Drehbuchautor, Kameramann und Filmeditor
- Anna D. Shapiro (* 1967), Theaterregisseurin
- Kevin Foster (1969–2008), Baseballspieler[6]
- Jeffrey Lieber (* um 1969), Drehbuchautor
- Sarah Dessen (* 1970), Jugendbuchautorin
- Derrick Harmon (Boxer) (* 1970), Boxer im Halbschwergewicht
- Erik Spoelstra (* 1970), Basketballtrainer
- Bradley Roland Will (1970–2006), Journalist, Anarchist und Indymedia-Aktivist
- Tamara Braun (* 1971), Schauspielerin
- Susie Cusack (* 1971), Schauspielerin
- Daniel Sunjata (* 1971), Schauspieler
- Reiko Aylesworth (* 1972), Schauspielerin
- Ajay Naidu (* 1972), Schauspieler
- Seth Meyers (* 1973), Schauspieler
- Karl E. H. Seigfried (* 1973), Musiker und Autor
- Lindsey Durlacher (1974–2011), Ringer
- Alicia Goranson (* 1974), Schauspielerin
- Seth Gordon (* 1974), Regisseur, Drehbuchautor und Filmproduzent
- Kate Baldwin (* 1975), Schauspielerin[7]
- Willie Geist (* 1975), Fernsehmoderator
- Jon Wellner (* 1975), Schauspieler
- Josh Meyers (* 1976), Schauspieler, Autor und Stand-Up Comedian
- Abigail Washburn (* 1977), Sängerin[8]
- Jake Johnson (* 1978), Schauspieler
- Timothy Goebel (* 1980), Eiskunstläufer
- Andrew Hutchinson (* 1980), Eishockeyspieler
- Brandon Schaefer (* 1980), Pokerspieler

### 1981–2000
- Anders Holm (* 1981), Schauspieler, Comedian und Drehbuchautor
- Zach Gilford (* 1982), Schauspieler
- Dov Grumet-Morris (* 1982), Eishockeytorwart
- Jessie Mueller (* 1983), Schauspielerin[9][10]
- Jeffrey Lieber (* vor 1984), Drehbuchautor
- Lauren Lapkus (* 1985), Schauspielerin
- Sean Evans (* 1986), Moderator und Produzent
- Christian Friedrich (* 1987), Baseballspieler[11]
- Tommy Wingels (* 1988), Eishockeyspieler
- Conor Dwyer (* 1989), Schwimmer[12]
- Brian Hansen (* 1990), Eisschnellläufer
- Jack Cooley (* 1991), Basketballspieler[13]
- Margaret Bamgbose (* 1993), nigerianisch-US-amerikanische Sprinterin

### Geburtsjahr unbekannt
- Amy Sue Barston, Cellistin und Musikpädagogin